# Сидорові Гори
Си́дорови Го́ри (рос. Сидоровы Горы) — присілок у Воткінському районі Удмуртії, Росія.
Населення становить 13 осіб (2010, 0 у 2002).
Урбаноніми:
- вулиці — Берегова, Горобинова, Камська, Лісова, лучна, Польова

В селі знаходиться пристань на річці Кама.